# 小行星9756
小行星9756（9756 Ezaki）是一颗绕太阳运转的小行星，为主小行星带小行星。该小行星于1991年2月12日发现。
該小行星以日本大阪府豐中市的CCD天文觀測員江崎裕介命名。

## 轨道参数
小行星9756的轨道半长轴为2.7335544 UA，离心率为0.112。